# Calisto
Calisto, właśc. Orlando Calisto de Souza (ur. 18 grudnia 1975 w Duque de Caxias w stanie Rio de Janeiro, Brazylia) – brazylijski piłkarz, grający na pozycji obrońcy.

## Kariera piłkarska

### Kariera klubowa
Wychowanek klubu Barra da Tijuca, w którym rozpoczął karierę piłkarską. Potem występował w klubach Comercial Paraná, America Rio de Janeiro, Anapolina Anápolis, CRB Maceió, Corinthians Alagoano Maceió i EC Bahia. W 2003 wyjechał za ocean, gdzie podpisał kontrakt z rosyjskim Rubinem Kazań. W listopadzie 2007 po wygaśnięciu kontraktu powrócił do Brazylii, gdzie został piłkarzem CR Vasco da Gama. Kolejnymi klubami w jego karierze byli Atlético Mineiro, Botafogo João Pessoa, Olaria Rio de Janeiro, EC Juventude i Sendas.

## Sukcesy i odznaczenia

### Sukcesy klubowe
- brązowy medalista Rosji: 2003

### Sukcesy indywidualne
- wybrany do listy 33 najlepszych piłkarzy roku w Rosji: Nr 2 (2005), Nr 3 (2003, 2006)